# Gran Premi dels Estats Units del 1961
Resultats del Gran Premi dels Estats Units de Fórmula 1 de la temporada 1961, disputat al circuit de Watkins Glen el 3 d'octubre del 1961.

## Resultats de la cursa
| Pos   | No | Pilot             | Equip           | Voltes | Temps/ Retir.         | Pos. de sort. | Punts |
| ----- | -- | ----------------- | --------------- | ------ | --------------------- | ------------- | ----- |
| 1     | 15 | Innes Ireland     | Lotus - Climax  | 100    | 2h 13' 45. 8          | 8             | 9     |
| 2     | 12 | Dan Gurney        | Porsche         | 100    | + 4.3 s               | 7             | 6     |
| 3     | 5  | Tony Brooks       | BRM - Climax    | 100    | + 49.0 s              | 5             | 4     |
| 4     | 2  | Bruce McLaren     | Cooper - Climax | 100    | + 58.0 s              | 4             | 3     |
| 5     | 4  | Graham Hill       | BRM - Climax    | 99     | + 1 Volta             | 2             | 2     |
| 6     | 11 | Jo Bonnier        | Porsche         | 98     | + 2 Voltes            | 10            | 1     |
| 7     | 14 | Jim Clark         | Lotus - Climax  | 96     | + 4 Voltes            | 6             |       |
| 8     | 6  | Roger Penske      | Cooper - Climax | 96     | + 4 Voltes            | 16            |       |
| 9     | 16 | Peter Ryan        | Lotus - Climax  | 96     | + 4 Voltes            | 13            |       |
| 10    | 3  | Hap Sharp         | Cooper - Climax | 93     | + 7 Voltes            | 17            |       |
| 11    | 21 | Olivier Gendebien | Lotus - Climax  | 92     | + 8 Voltes            | 15            |       |
| Ret   | 19 | Roy Salvadori     | Cooper - Climax | 96     | Motor                 | 12            |       |
| Ret   | 17 | Jim Hall          | Lotus - Climax  | 76     | Pèrdua de combustible | 18            |       |
| Ret   | 26 | Lloyd Ruby        | Lotus - Climax  | 76     | Magneto               | 19            |       |
| Ret   | 7  | Stirling Moss     | Lotus - Climax  | 58     | Motor                 | 3             |       |
| Ret   | 1  | Jack Brabham      | Cooper - Climax | 57     | Sobreescalfament      | 1             |       |
| Ret   | 22 | Masten Gregory    | Lotus - Climax  | 23     | Caixa canvi           | 11            |       |
| Ret   | 60 | Walt Hansgen      | Cooper - Climax | 14     | Accident              | 14            |       |
| Ret   | 18 | John Surtees      | Cooper - Climax | 0      | Motor                 | 9             |       |
| WD    | 23 | Ken Miles         | Lotus-Climax    |        |                       |               |       |
| Font: |    |                   |                 |        |                       |               |       |

|}

## Altres
- Pole: Jack Brabham 1' 17. 00

- Volta ràpida: Jack Brabham 1' 18. 20 (a la volta 28)